# Cuaró
Cuaró est une ville de l'Uruguay située dans le département d'Artigas. Sa population est de 116 habitants.

## Population
| Année | Population |
| ----- | ---------- |
| 1963  | -          |
| 1975  | -          |
| 1985  | -          |
| 1996  | 114        |
| 2004  | 116        |

,